# Uropterygius versutus
Uropterygius versutus är en fiskart som beskrevs av Bussing, 1991. Uropterygius versutus ingår i släktet Uropterygius och familjen Muraenidae. IUCN kategoriserar arten globalt som livskraftig. Inga underarter finns listade i Catalogue of Life.